# Nguyễn Đức Bình (giáo sư)
Giáo sư triết học, Nhà giáo Nhân dân Nguyễn Đức Bình (9 tháng 9 năm 1927 – 31 tháng 1 năm 2019) là một trong những nhà lý luận chính trị của Đảng Cộng sản Việt Nam, nguyên Ủy viên Bộ Chính trị khóa VII, VIII, nguyên Chủ tịch Hội đồng Lý luận Trung ương, nguyên Giám đốc Học viện Chính trị Quốc gia Hồ Chí Minh.

## Tiểu sử
Ông sinh ngày 9 tháng 9 năm 1927 tại làng Đức Hồng, xã Trung Lương, huyện Đức Thọ (nay là phường Trung Lương, thị xã Hồng Lĩnh), tỉnh Hà Tĩnh.
Từ năm 1945 đến năm 1949, ông công tác tại tỉnh Hà Tĩnh.
Từ 1950 đến năm 1954, ông lần lượt giữ các chức vụ: Chuyên viên nghiên cứu Ban Tuyên huấn Liên khu ủy IV; Trưởng ban Tuyên huấn tiền phương thuộc Hội đồng Cung cấp Mặt trận Liên khu IV trong chiến dịch Trung – Lào.
Từ năm 1959 đến năm 1975: Giảng viên, Phó Trưởng Khoa Triết học Trường Đảng Cao cấp Nguyễn Ái Quốc.
Năm 1982, ông được bầu Ủy viên Ban Chấp hành Trung ương Đảng Cộng sản Việt Nam khóa V. Giữ chức Hiệu trưởng Trường Đảng Cao cấp Nguyễn Ái Quốc (Tức Học viện Chính trị Hành chính Quốc gia Hồ Chí Minh hiện nay) cho đến năm 2001.
Năm 1984, ông được Nhà nước Việt Nam công nhận chức danh Giáo sư Triết học.
Năm 1986, ông được bầu Ủy viên Ban Chấp hành Trung ương Đảng Cộng sản Việt Nam khóa VI.
Năm 1991, là Ủy viên Bộ Chính trị Ban Chấp hành Trung ương Đảng Cộng sản Việt Nam khóa VII.
Tháng 6 năm 1996 ông được tái trúng cử vào Bộ Chính trị khóa VIII, giữ chức Bí thư Trung ương Đảng, Chủ tịch Hội đồng Lý luận Trung ương kiêm Giám đốc Học viện Chính trị Quốc gia Hồ Chí Minh.
Ông đã nghỉ hưu từ tháng 1 tháng 2008.
Nguyễn Đức Bình qua đời vào lúc 0 giờ 44 phút ngày 31 tháng 1 năm 2019, hưởng thọ 92 tuổi do tuổi cao sức yếu lâm bệnh nặng.

## Quan điểm chính trị
Quan điểm chính trị của ông gắn bó với chủ nghĩa Marx – Lenin truyền thống. Trước Đại hội Đảng Cộng sản Việt Nam X (khai mạc ngày 18 tháng 4 năm 2006) ông có viết một số bài đăng báo góp ý dự thảo văn kiện Đại hội Đảng. Ông suy tư: "Điều tôi băn khoăn, trăn trở ở chỗ: tư duy lý luận của chúng ta về chủ nghĩa xã hội lâu nay đã thật sự độc lập tự chủ hay chưa, đã thật sự sáng tạo trên mảnh đất Việt Nam hay chưa? Trung Quốc nói "chủ nghĩa xã hội mang đặc sắc Trung Quốc". Vậy Việt Nam đã thật sự có một lý luận và đường lối của mình tiến lên chủ nghĩa xã hội trong thời kỳ quá độ hay chưa?" . Khi nói đến vấn đề đảng viên được làm kinh tế, ông phê phán: "Dự thảo mới vẫn tránh nói kinh tế tư bản tư nhân mà đưa lẫn vào trong một biến báo mới: "Đảng viên làm kinh tế tư nhân không giới hạn về quy mô". Điều đó có nghĩa là gì? Có nghĩa là có thể làm giàu hết cỡ, làm tư bản tư nhân hết cỡ, có thể bóc lột hết cỡ mà (với những điều kiện nhất định?) có thể được làm đảng viên, như vậy có trái sờ sờ với "lẽ tự nhiên" như Bác Hồ nói không?". "Nhưng tại sao một chính sách mới của Đảng quan trọng như thế mà lại không nói thẳng thắn, đàng hoàng, minh bạch, thậm chí không gọi sự vật đúng tên của nó? Chỉ riêng điều đó đã là một điểm yếu căn bản của "quan điểm mới"".
Ông không đồng ý với báo cáo của đại hội vì đảng viên, "không thể vừa là chiến sĩ cộng sản lấy việc xóa bỏ chế độ bóc lột làm lý tưởng đời mình, lại vừa làm ông chủ tư bản lấy bóc lột lợi nhuận làm lẽ sống". Ông nói "Ông chủ tư bản làm sao có thể dễ dàng trở thành người cộng sản?... Thật không có gì sai bằng lập luận thế này: Ta đang ở thời kỳ quá độ, vậy trong thành phần xã hội của đảng viên cũng có sự quá độ. Nói thế khác gì quan điểm cho rằng kinh tế nhiều thành phần thì chính trị tất yếu phải đa đảng và tư tưởng trong Đảng tất yếu cũng phải đa nguyên".
Ông khẳng định: "Trước sau tôi vẫn không đồng ý quan điểm trong Đảng có thể có tư bản tư nhân", vì theo Hồ Chí Minh và cũng là chủ nghĩa Marx – Lenin: "Không bóc lột người. Đảng chống chế độ "người bóc lột người". Lẽ tự nhiên, ai bóc lột người thì không thể làm đảng viên" (Hồ Chí Minh toàn tập, tập 7, tr.237)".
Ông nói: "thật vô cùng nghịch lý khi nghĩ rằng kết nạp cả tư sản để mở rộng cơ sở xã hội, cơ sở quần chúng cho cách mạng xã hội chủ nghĩa! Quần chúng công nông, các lực lượng vũ trang con em công nông sẽ hỏi chúng ta ngay: vậy các anh là Đảng của ai?"

## Đóng góp ý kiến với lãnh đạo Đảng
Ông đề xuất với lãnh đạo Đảng:
"Tôi đề nghị trung ương cho ra một tờ nội san, lưu hành có hạn chế trong Đảng". "Việc ra nội san tranh Luận đã đến lúc chín muồi vì những quan điểm khác nhau trong Đảng nay đã bộc lộ công khai hay nửa công khai bằng phát ngôn và phát tán tài liệu rất có hại vì nó làm phân tâm, phân tán tư tưởng nghiêm trọng trong Đảng và trong xã hội". Ông viết: "Sự thiếu nhất trí trong Đảng ta hiện nay chủ yếu là trên mặt nhận thức. Là vấn đề nhận thức, phải giải quyết bằng nhận thức, bằng trao đổi, thảo luận, tranh luận thẳng thắn trên tinh thần đồng chí. Muốn vậy, phải đặt thẳng những vấn đề có ý kiến khác nhau lên bàn, trước hết là mấy vấn đề then chốt sau đây:
- Sau thảm họa sụp đổ ở Liên Xô, Đông Âu, chúng ta có nên tiếp tục con đường xã hội chủ nghĩa nữa hay không? Có thể có con đường nào khác phù hợp hơn? Hoặc: hãy thôi nói chủ nghĩa xã hội, thôi nói chủ nghĩa Mác – Lênin, mà cứ làm sao cho "dân giàu, nước mạnh, xã hội công bằng, dân chủ, văn minh" là được rồi?
- Bản chất Đảng có gì thay đổi? Có nên giữ như lâu nay: "Đảng ta là đội tiên phong của giai cấp công nhân, đại biểu trung thành cho lợi ích của giai cấp công nhân, của nhân dân lao động, của cả dân tộc" hay nên thay bằng công thức mới: "Đảng ta là đội tiên phong của giai cấp công nhân, đồng thời là đội tiên phong của nhân dân lao động, của dân tộc".
- Về đảng viên, có nên cho phép đảng viên làm kinh tế tư bản tư nhân, cho phép kết nạp cả những nhà tư bản tư nhân vào Đảng hay không?"

Ông băn khoăn: "Rất tiếc mấy tháng vừa rồi  tại đại hội Đảng các cấp từ cơ sở đến tỉnh, thành phố, đến đại hội Đảng các cơ quan trung ương, các vấn đề rất ít được đặt ra để thảo luận, tranh luận. Tôi cho đó là một hạn chế lớn không đáng có".